# Vathí (ort i Grekland, Joniska öarna)
Vathí är en ort i Grekland.   Den ligger i prefekturen Lefkas och regionen Joniska öarna, i den centrala delen av landet, 270 km väster om huvudstaden Aten. Vathí ligger 11 meter över havet och antalet invånare är 145. Den ligger på ön Nisída Meganísi.
Terrängen runt Vathí är platt åt sydost, men västerut är den kuperad. Havet är nära Vathí österut.  Närmaste större samhälle är Lefkáda, 19,8 km norr om Vathí. 